# A Band in Upperworld
A Band in Upperworld è il primo live della band progressive metal Adagio.

## Tracce
1. Introitus – 1:22
2. Second Sight – 6:07
3. Chosen – 8:43
4. The Stringless Violin – 6:32
5. From My Sleep... To Someone Else – 7:47
6. Promises – 5:14
7. The Seven Lands of Sin – 14:02
8. Panem Et Circences – 6:18
9. In Nomine... – 6:24

## Crediti
- Kevin Codfert - tastiere
- Stephan Forté - chitarra
- Franck Hermanny - basso
- Eric Lebailles - batteria
- David Readman - voce